# Lysiosquilla scabricauda
Lysiosquilla scabricauda ist eine Art der Fangschreckenkrebse, die vor den Küsten Nord- und Südamerikas lebt.

## Merkmale
Lysiosquilla scabricauda erreicht eine maximale Körperlänge von etwa 30 Zentimetern. Der Körper ist glatt und besitzt nur im vorderen Bereich des Hinterleibs kleine Erhebungen und Tuberkel. Die Fangbeine sind sehr groß und kräftig ausgebildet; sie sind im Regelfall länger als der Carapax und mit 9 bis 10 langen und scharfen Dornen ausgestattet. Der Körper ist auffällig mit hellen und dunklen Streifen gezeichnet.

## Verbreitung und Lebensraum
Das Verbreitungsgebiet von Lysiosquilla scabricauda befindet sich im westlichen Atlantik entlang der Küsten von Nord-, Mittel und Südamerika. Es reicht von Massachusetts, North und South Carolina über Florida, die US-amerikanische sowie lateinamerikanische Küste am Golf von Mexiko bis nach Brasilien in Höhe von Santa Catarina. Außerdem kommt die Art an den Küsten der Bahamas und Bermudas vor.
Dabei bewohnt der Krebs schlammige Meeresböden in 50 bis 200 Metern Tiefe.

## Wirtschaftliche Nutzung
Obwohl der Krebs potentiell für die menschliche Ernährung genutzt werden kann, hat er aktuell keine fischereiliche Bedeutung. Er wird als Beifang hauptsächlich beim Fang der wirtschaftlich bedeutenden Meeresgarnelen der Gattung Farfantepenaeus mit angelandet.